# Лішково (Куявсько-Поморське воєводство)
Лішково (пол. Liszkowo) — село в Польщі, у гміні Роєво Іновроцлавського повіту Куявсько-Поморського воєводства.
Населення — 565 осіб (2011).
У 1975-1998 роках село належало до Бидгощського воєводства.

## Демографія
Демографічна структура станом на 31 березня 2011 року:
|          | Загалом | Допрацездатний вік | Працездатний вік | Постпрацездатний вік |
| -------- | ------- | ------------------ | ---------------- | -------------------- |
| Чоловіки | 266     | 57                 | 185              | 24                   |
| Жінки    | 299     | 52                 | 183              | 64                   |
| Разом    | 565     | 109                | 368              | 88                   |